# Okanagan (circonscription britanno-colombienne)
Pour les articles homonymes, voir Okanagan (homonymie).
Circonscription électorale provinciale du Canada
Okanagan est une ancienne circonscription provinciale de la Colombie-Britannique représentée à l'Assemblée législative de la Colombie-Britannique de 1903 à 1916.

## Géographie
La circonscription était située dans région de l'Okanagan, soit le centre-sud de la province.

## Liste des députés
| Législature                                                         | Années    | Député   | Député        | Parti        |
| Okanagan                                                            | Okanagan  | Okanagan | Okanagan      | Okanagan     |
| ------------------------------------------------------------------- | --------- | -------- | ------------- | ------------ |
| 10e                                                                 | 1903–1907 |          | Price Ellison | Conservateur |
| 11e                                                                 | 1907–1909 |          | Price Ellison | Conservateur |
| 12e                                                                 | 1909–1912 |          | Price Ellison | Conservateur |
| 13e                                                                 | 1912–1916 |          | Price Ellison | Conservateur |
| Circonscription abolie pour former North Okanagan et South Okanagan |           |          |               |              |